# Finley Township (Missouri)
Pour l’article homonyme, voir Finley Township (comté de Webster, Missouri).
Finley Township est un ancien township  du comté de Christian dans le Missouri, aux États-Unis.

## Référence
1. ↑  (en) « Finley Township (Missouri) », Geographic Names Information System